# Johan Falk (serie de películas)
Johan Falk, es una serie de películas transmitidas desde el 29 de octubre de 1999 hasta el 6 de agosto de 2015.
La franquicia estuvo conformada por 20 películas, las cuales son protagonizadas por los actores suecos Jakob Eklund quien da vida al oficial Johan Falk y por Jens Hultén y Joel Kinnaman como los infiltrados Seth Rydell y Frank Wagner.

## Películas

### Noll tolerans(1999)
La primera película de la serie de "Johan Falk", fue estrenada el 29 de octubre de 1999.
Johan Falk, es un policía de Gotemburgo que pronto se encuentra en un tiroteo con unos ladrones de joyas. Después de que se disipa el tiroteo, un transeúnte inocente y un ladrón quien recibió un disparo de su cómplice, están muertos. Tres testigos, incluyendo a Helén Andersson identifican al gángster Leo Gaut como el responsable, quien es acusado de los crímenes, sin embargo pronto Gaut comienza a amenazar a los testigos y pone sus vidas en peligro y sólo Johan y su equipo pueden salvarlos.
| Actor             | Personaje       | Ocupación                         |
| ----------------- | --------------- | --------------------------------- |
| Jakob Eklund      | Johan Falk      | Inspector de Policía              |
| Peter Andersson   | Leo Gaut        | Criminal                          |
| Marie Richardson  | Helén Andersson | -                                 |
| Hanna Alsterlund  | Nina Andersson  | -                                 |
| Jacqueline Ramel  | Anja Månsdottir | Detective Inspector de la Policía |
| Fredrik Dolk      | Peter Kroon     | Detective Inspector de la Policía |
| Lennart Hjulström | Ola Sellberg    | Inspectora de la Policía          |
| Stig Torstensson  | Edvin Josefsson | -                                 |
| Erik Ståhlberg    | Hasse           | -                                 |
| Torkel Petersson  | Urban           | -                                 |
| Maria Hörnelius   | Franzén         | Oficial del Condado               |

### Livvakterna(2001)
La película fue estrenada el 17 de agosto de 2001.
Después de causar conmoción con su última operación, Falk ha sido asignado a trabajo de escritorio, lo que le cuesta y termina aceptando una oferta de un viejo amigo para comprar una agencia de investigación privada. Otro amigo de Falk, Sven compra una empresa en Estonia, y cuando los gángsteres locales intentan presionarlo para que les pague por protección, Sven contrata los servicios del rudo detective privado Nicolaus Lehmann para que los aleje de él.
Sin embargo cuando Lehmann hace su trabajo demasiado bien, asesinando a los criminales y amenazando a Sven y a su familia, Sven recurre a Falk y le pide que lo ayude a lidiar con el enloquecido Lehmann, aunque Falk acepta ayudarlo pronto se da cuenta que está tratando con un hombre mucho más peligroso de lo que imaginaba. Cuando Lehmann secuestra a Jeanette, la esposa de Sven y luego la libera con una bomba de tiempo puesta en su cuello exigiéndole a Sven que le de la propiedad de su compañía. Falk correrá contra el tiempo para detenerlo.
| Actor              | Personaje        | Ocupación                       |
| ------------------ | ---------------- | ------------------------------- |
| Jakob Eklund       | Johan Falk       | Inspector de Policía            |
| Samuel Fröler      | Sven             | -                               |
| Lia Boysen         | Jeanette         | -                               |
| Christoph M. Ohrt  | Nikolaus Lehmann | Criminal / ex-Detective Privado |
| Marie Richardson   | Helén Andersson  | -                               |
| Alexandra Rapaport | Pernilla Vasquez | Oficial de la Policía           |
| Krister Henriksson | Mårtensson       | -                               |
| Per Burell         | Torbjörn         | -                               |
| Lennart Hjulström  | Sellberg         | -                               |
| Örjan Landström    | Ralf             | -                               |
| Rafael Edholm      | Carl             | -                               |
| Maria Hörnelius    | Franzén          | Oficial del Condado             |

### Den tredje vågen(2003)
La película fue estrenada el 15 de octubre de 2003.
Después de renunciar a la policía por más de un año Johan Falk no ha estado trabajando, lo único que quiere es mudarse al campo pero el destino le tiene preparado otros planes.
| Actor             | Personaje       | Ocupación                         |
| ----------------- | --------------- | --------------------------------- |
| Jakob Eklund      | Johan Falk      | ex-Oficial de Policía             |
| Irina Björklund   | Rebecca         | -                                 |
| Nicholas Farrell  | Devlin          | -                                 |
| Ben Pullen        | Kane            | -                                 |
| Sylvester Groth   | Dauphin         | -                                 |
| Marie Richardson  | Helén Andersson | -                                 |
| Jacqueline Ramel  | Anja Månsdottir | Detective Inspector de la Policía |
| Lennart Hjulström | Ola Sellberg    | Inspectora de la Policía          |
| John Benfield     | Stevens         | -                                 |
| Robert Giggenbach | Sorensen        | -                                 |
| Pierre Deny       | Leblanc         | -                                 |
| Emmanuel Limal    | Rocca           | -                                 |
| Maria Hörnelius   | Franzén         | Oficial del Condado               |
| Hanna Alsterlund  | Nina Andersson  | -                                 |

### Johan Falk: GSI - Gruppen för särskilda insatser(2009)
La película fue estrenada el 26 de junio de 2009.
El oficial de policía Johan Falk regresa a Gothenburg y comienza a trabajar exitosamente para el servicio especial "GSI", sin embargo la relación entre la unidad y los criminales pronto lo introduce en un mundo que nunca pensó que existía.
| Actor               | Personaje          | Ocupación                |
| ------------------- | ------------------ | ------------------------ |
| Jakob Eklund        | Johan Falk         | Oficial de la Unidad GSI |
| Joel Kinnaman       | Frank Wagner       | Informante               |
| Jens Hultén         | Seth Rydell        | Gángster                 |
| Meliz Karlge        | Sophie Nordh       | Oficial de la Unidad GSI |
| Henrik Norlén       | Lasse Karlsson     | -                        |
| Mikael Tornving     | Patrik Agrell      | Jefe de la Unidad GSI    |
| Reuben Sallmander   | Tommy Ridders      | -                        |
| Jacqueline Ramel    | Anja Månsdottir    | Detective Inspectora     |
| André Sjöberg       | Dick Jörgensen     | Oficial de la Unidad GSI |
| Martin Wallström    | Martin Borhulth    | -                        |
| Lars G. Svensson    | Lennart Jägerström | -                        |
| Maria Hörnelius     | Franzén            | Oficial del Condado      |
| Marie Richardson    | Helén Andersson    | -                        |
| Ruth Vega Fernandez | Marie Lindell      | -                        |

### Johan Falk: Vapenbröder(2009)
La película se estrenó el 23 de septiembre de 2009.
Cuando un grupo de criminales quiere vender armas a un policía encubierto, el equipo de Johan Falk observa la operación, mientras tanto el gángster Frank Wagner también entra en el panorama. Cuando Seth Rydell, líder de los criminales cambia de parecer y vende las armas, porque ha encontrado a un misterioso comprador y mercenario de Serbia con un envío más grande, Frank cambia de parecer y acude a Johan cuando obtiene una lista de armas requeridas por el nuevo comprador y se da cuenta que no son solo AK, sino también equipamientos pesados como lanzagranadas automáticos.
| Actor                 | Personaje          | Ocupación                |
| --------------------- | ------------------ | ------------------------ |
| Jakob Eklund          | Johan Falk         | Oficial de la Unidad GSI |
| Joel Kinnaman         | Frank Wagner       | Informante / Infiltrado  |
| Jens Hultén           | Seth Rydell        | Gángster                 |
| Meliz Karlge          | Sophie Nordh       | Oficial de la Unidad GSI |
| Mikael Tornving       | Patrik Agrell      | Jefe de la Unidad GSI    |
| Anastasios Soulis     | Felix Rydell       | -                        |
| André Sjöberg         | Dick Jörgensen     | Oficial de la Unidad GSI |
| Henrik Norlén         | Lasse Karlsson     | -                        |
| Martin Wallström      | Martin Borhulth    | -                        |
| Jacqueline Ramel      | Anja Månsdottir    | Detective Inspectora     |
| Thomas W. Gabrielsson | Asim Popov         | -                        |
| Reuben Sallmander     | Tommy Ridders      | -                        |
| Ruth Vega Fernandez   | Marie Lindell      | -                        |
| Lars G. Svensson      | Lennart Jägerström | -                        |

### Johan Falk: National Target(2009)
La película fue estrenada el 7 de octubre de 2009.
Falk y el equipo del GSI persiguen a Mr. K, un traficante de drogas estonio. Por otro lado Wagner tiene sus propias razones para capturar a Mr. K.
| Actor               | Personaje                | Ocupación                |
| ------------------- | ------------------------ | ------------------------ |
| Jakob Eklund        | Johan Falk               | Oficial de la Unidad GSI |
| Joel Kinnaman       | Frank Wagner             | Informante / Infiltrado  |
| Jens Hultén         | Seth Rydell              | Gángster                 |
| Meliz Karlge        | Sophie Nordh             | Oficial de la Unidad GSI |
| Anastasios Soulis   | Felix Rydell             | -                        |
| Jacqueline Ramel    | Anja Månsdottir          | Detective Inspectora     |
| André Sjöberg       | Dick Jörgensen           | Oficial de la Unidad GSI |
| Mikael Tornving     | Patrik Agrell            | Jefe de la Unidad GSI    |
| Henrik Norlén       | Lasse Karlsson           | -                        |
| Samuli Edelmann     | Mikhael "Mr. K" Stukalov | Criminal                 |
| Ruth Vega Fernandez | Marie Lindell            | -                        |
| Max Lapitskij       | Pieter Ivanov            | -                        |
| Lars G. Svensson    | Lennart Jägerström       | -                        |

### Johan Falk: Leo Gaut(2009)
La película fue estrenada el 7 de octubre de 2009.
En un estacionamiento cerca de una escuela, un coche explota. Cuando Falk y su equipo comienzan a investigar, Johan se encuentra con un hombre de su pasado, que estuvo ocho años en prisión por asesinato.
| Actor                       | Personaje          | Ocupación                |
| --------------------------- | ------------------ | ------------------------ |
| Jakob Eklund                | Johan Falk         | Oficial de la Unidad GSI |
| Joel Kinnaman               | Frank Wagner       | Informante / Infiltrado  |
| Peter Andersson             | Leo Gaut           | Criminal                 |
| Meliz Karlge                | Sophie Nordh       | Oficial de la Unidad GSI |
| Mikael Tornving             | Patrik Agrell      | Jefe de la Unidad GSI    |
| André Sjöberg               | Dick Jörgensen     | Oficial de la Unidad GSI |
| Henrik Norlén               | Lasse Karlsson     | -                        |
| Jacqueline Ramel            | Anja Månsdottir    | Detective Inspectora     |
| Marie Richardson            | Helén Andersson    | -                        |
| Lars G. Svensson            | Lennart Jägerström | -                        |
| Oscar Berntsson             | Johnny Gaut        | -                        |
| Tind Soneby                 | Caroline Gaut      | -                        |
| Helén Söderqvist Henriksson | Eva Gaut           | -                        |

### Johan Falk: Operation Näktergal(2009)
La película fue estrenada el 4 de noviembre de 2009.
Cuando el oficial Johan Falk y los miembros del Equipo de Investigaciones Especiales "GSI", se encuentran con un video grabado en secreto de gángsters admitiendo sus crímenes, se desaniman cuando se dan cuenta de que no pueden utilizarlo como evidencia debido a la falta de documentación apropiada antes de que se encontraran con la cámara y los micrófonos. Como oficiales de policía en una unidad de delitos especiales son muy conscientes de que el sistema legal sueco acepta todo tipo de pruebas, incluso las obtenidas a través de medios ilegales.
Johan y el equipo deben detener el tráfico de mujeres jóvenes, de oriente, a las que obligan a prostituirse.
| Actor             | Personaje          | Ocupación                |
| ----------------- | ------------------ | ------------------------ |
| Jakob Eklund      | Johan Falk         | Oficial de la Unidad GSI |
| Joel Kinnaman     | Frank Wagner       | Informante / Infiltrado  |
| Meliz Karlge      | Sophie Nordh       | Oficial de la Unidad GSI |
| Henrik Norlén     | Lasse Karlsson     | -                        |
| Mikael Tornving   | Patrik Agrell      | Jefe de la Unidad GSI    |
| André Sjöberg     | Dick Jörgensen     | Oficial de la Unidad GSI |
| Marie Richardson  | Helén Andersson    | -                        |
| Jacqueline Ramel  | Anja Månsdottir    | Detective Inspectora     |
| Lars G. Svensson  | Lennart Jägerström | -                        |
| Anja Antonowicz   | Hanna              | -                        |
| Christian Brandin | Conny Lloyd        | -                        |
| Anders Gustavsson | Victor Eriksen     | -                        |
| Hanna Ullerstam   | Ann-Louise Rojas   | -                        |

### Johan Falk: De fredlösa(2009)
La película se estrenó el 4 de noviembre del 2009.
La administración de la policía le da a Johan Falk y a sus colegas órdenes específicas para utilizar cualquier medio en contra del crimen organizado cuando una fiscal es sometida a un ataque explosivo. Las cosas comienzan a ponerse aún más tensas cuando los medios de comunicación se enteran del ataque y acusan a la policía de no ser fuertes con los criminales.
| Actor               | Personaje          | Ocupación                      |
| ------------------- | ------------------ | ------------------------------ |
| Jakob Eklund        | Johan Falk         | Oficial de la Unidad GSI       |
| Joel Kinnaman       | Frank Wagner       | Informante / Infiltrado        |
| Meliz Karlge        | Sophie Nordh       | Oficial de la Unidad GSI       |
| Mikael Tornving     | Patrik Agrell      | Jefe de la Unidad GSI          |
| Jacqueline Ramel    | Anja Månsdottir    | Detective Inspectora           |
| André Sjöberg       | Dick Jörgensen     | Oficial de la Unidad GSI       |
| Henrik Norlén       | Lasse Karlsson     | -                              |
| Lars G. Svensson    | Lennart Jägerström | -                              |
| Miroslaw Zbrojewicz | Morosov            | -                              |
| Fredrik Dolk        | Peter Kroon        | Detective Inspector            |
| Maria Hörnelius     | Franzén            | Oficial de Policía del Condado |
| Bahador Foladi      | Chris Amir         | -                              |
| Jonas Sjöqvist      | Roger Nordh        | -                              |

### Johan Falk: Spelets regler(2012)
La película fue estrenada el 26 de septiembre de 2012.
Han pasado dos años desde que Johan Falk y Frank Wagner han roto su cooperación y Frank ha dejado de trabajar como encubierto de la policía. Ahora Frank ha re-abierto su bar, cuando Kevin, el hermano de su ex-novia termina en problemas por sus deudas de juego.
Al mismo tiempo Johan y el equipo del GSI junto a la policía Alemana, encuentran a un imprudente grupo vendiendo una nueva droga que tiene consecuencias letales para los jóvenes.Mientras busca a Kevin, Frank se cruza en la investigación de Johan y pronto terminan colaborando nuevamente, con la diferencia de que esta vez es personal para Frank. 
Johan y el equipo del GSI se ven forzados a organizar una segunda operación para atrapar a los líderes de la banda de narcotraficantes, pero la situación se vuelve aún más peligroso porque tienen a otro infiltrado.
| Actor               | Personaje           | Ocupación                    |
| ------------------- | ------------------- | ---------------------------- |
| Jakob Eklund        | Johan Falk          | Oficial de la Unidad GSI     |
| Joel Kinnaman       | Frank Wagner        | Dueño de Bar / ex-Informante |
| Jens Hultén         | Seth Rydell         | Gángster                     |
| Meliz Karlge        | Sophie Nordh        | Oficial de la Unidad GSI     |
| Anastasios Soulis   | Felix Rydell        | -                            |
| Mårten Svedberg     | Vidar Pettersson    | Oficial de la Unidad GSI     |
| Alexander Karim     | Niklas Saxlid       | Oficial de la Unidad GSI     |
| Mikael Tornving     | Patrik Agrell       | Jefe de la Unidad GSI        |
| Henrik Norlén       | Lasse Karlsson      | -                            |
| Ruth Vega Fernandez | Marie Lindell       | -                            |
| Zeljko Santrac      | Matte               | -                            |
| Marie Richardson    | Helén Andersson     | -                            |
| Alexander Lang      | Vijay Khan          | -                            |
| Adil Khan           | Pramit Khan         | -                            |
| Mahmut Suvakci      | Ali Mahmoud Hansson | -                            |
| Karl Linnertorp     | Kevin Lindell       | -                            |

### Johan Falk: De 107 patrioterna(2012)
La película fue estrenada el 10 de octubre de 2012.
En un parque en la ciudad de Gotemburgo se inicia un tiroteo entre dos bandas rivales, el conflicto se intensifica cuando el grupo GSI es llamado. Cuando una nueva banda comienza a tener más poder en el mundo de criminales de Suecia, se le pide a Johan Falk y a su equipo identificarlos, sin embargo la única pista que tienen es un tatuaje.
| Actor               | Personaje        | Ocupación                |
| ------------------- | ---------------- | ------------------------ |
| Jakob Eklund        | Johan Falk       | Oficial de la Unidad GSI |
| Joel Kinnaman       | Frank Wagner     | Informante / Infiltrado  |
| Jens Hultén         | Seth Rydell      | Gángster                 |
| Anastasios Soulis   | Felix Rydell     | -                        |
| Meliz Karlge        | Sophie Nordh     | Oficial de la Unidad GSI |
| Mårten Svedberg     | Vidar Pettersson | Oficial de la Unidad GSI |
| Alexander Karim     | Niklas Saxlid    | Oficial de la Unidad GSI |
| Mikael Tornving     | Patrik Agrell    | Jefe de la Unidad GSI    |
| Marie Richardson    | Helén Andersson  | -                        |
| Eric Ericson        | Dan Hammar       | -                        |
| Ruth Vega Fernandez | Marie Lindell    | -                        |
| Zeljko Santrac      | Matte            | -                        |
| André Sjöberg       | Dick Jörgensen   | -                        |

### Johan Falk: Alla råns moder(2012)
La película fue estrenada el 24 de octubre de 2012.
Unos hombres se infiltran en la casa del retirado ingeniero en jefe Arthur Jönsson buscando unos planos, poco tiempo después los mismos hombres, quienes son ex-militares suecos, realizan un robo. Un robo que Johan Falk y sus colegas del GSI creen que sólo es un ensayo para un robo mucho más grande, un robo que según parece, hará que los otros robos de la historia que ha investigado la policía se vean mínimos.
| Actor             | Personaje        | Ocupación                                     |
| ----------------- | ---------------- | --------------------------------------------- |
| Jakob Eklund      | Johan Falk       | Teniente y Oficial de la Unidad GSI           |
| Jens Hultén       | Seth Rydell      | Gángster / Informante                         |
| Meliz Karlge      | Sophie Nordh     | 2da. al Mando y Oficial de la Unidad GSI      |
| Anastasios Soulis | Felix Rydell     | Criminal                                      |
| Mårten Svedberg   | Vidar Pettersson | Oficial de la Unidad GSI                      |
| Mikael Tornving   | Patrik Agrell    | Jefe de la Unidad GSI                         |
| Alexander Karim   | Niklas Saxlid    | Oficial de la Unidad GSI                      |
| Zeljko Santrac    | Matte            | Oficial de la Unidad GSI                      |
| Simon J. Berger   | Göran Svensson   | Criminal                                      |
| Lars Andersson    | Eloma            | Criminal / ex-Militar                         |
| Michel Riddez     | Lundström Davies | Crimianl / ex-Militar                         |
| Bo Wettergren     | Peter Davies     | Criminal / Guardia de Seguridad de "Riksbank" |
| Alexander Stocks  | Fredrik Larsson  | Criminal / ex-Militar                         |

### Johan Falk: Organizatsija Karayan(2012)
La película se estrenó el 7 de noviembre de 2012.
Cuando Örjan Bohlin, el padre biológico de Nina, la hijastra de Johan Falk quiere conocerla mejor, Johan no está de acuerdo en especial cuando descubre que su empresa de construcción está en deuda con una organización de la mafia rusa conocida como "Karayan". Cuando Örjan no puede pagar sus deudas los rusos secuestran a Nina, por lo que Falk y su equipo deben buscar la forma de rescatarla.
| Actor               | Personaje        | Ocupación                            |
| ------------------- | ---------------- | ------------------------------------ |
| Jakob Eklund        | Johan Falk       | Oficial de la Unidad GSI             |
| Joel Kinnaman       | Frank Wagner     | Informante / Infiltrado              |
| Jens Hultén         | Seth Rydell      | Gángster                             |
| Meliz Karlge        | Sophie Nordh     | Oficial de la Unidad GSI             |
| Anastasios Soulis   | Felix Rydell     | Criminal                             |
| Mikael Tornving     | Patrik Agrell    | Jefe de la Unidad GSI                |
| Mårten Svedberg     | Vidar Pettersson | Oficial de la Unidad GSI             |
| Alexander Karim     | Niklas Saxlid    | Oficial de la Unidad GSI             |
| Johan Hedenberg     | Örjan Bohlin     | Dueño de una Empresa de Construcción |
| Jonna Järnefelt     | Kaie Saar        | -                                    |
| Tobias Zilliacus    | Zanko Zajkov     | -                                    |
| Hanna Alsterlund    | Nina Andersson   | Hijastra de Johan                    |
| Marie Richardson    | Helén Andersson  | Esposa de Johan                      |
| Zeljko Santrac      | Matte            | Oficial de la Unidad GSI             |
| Philip Panov        | Stefano Heldna   | -                                    |
| Ruth Vega Fernandez | Marie Lindell    | Novia de Frank                       |
| André Sjöberg       | Dick Jörgensen   | Oficial de la Unidad GSI             |

### Johan Falk: Barninfiltratören(2012)
La película fue estrenada el 21 de noviembre de 2012.
Un joven grupo de ladrones que se especializa en robarle a guardias de seguridad de un centro comercial, comienza a subir al poder por todo Gotemburgo.
| Actor               | Personaje        | Ocupación                |
| ------------------- | ---------------- | ------------------------ |
| Jakob Eklund        | Johan Falk       | Oficial de la Unidad GSI |
| Jens Hultén         | Seth Rydell      | Gángster / Informante    |
| Joel Kinnaman       | Frank Wagner     | Informante / Infiltrado  |
| Meliz Karlge        | Sophie Nordh     | Oficial de la Unidad GSI |
| Anastasios Soulis   | Felix Rydell     | -                        |
| Mårten Svedberg     | Vidar Pettersson | Oficial de la Unidad GSI |
| Mikael Tornving     | Patrik Agrell    | Jefe de la Unidad GSI    |
| Alexander Karim     | Niklas Saxlid    | Oficial de la Unidad GSI |
| Oskar Nyman         | Simon Johansson  | -                        |
| Antti Reini         | Heikki Nieminen  | -                        |
| Tom Ljungman        | Ricky            | -                        |
| Marie Richardson    | Helén Andersson  | -                        |
| Ruth Vega Fernandez | Marie Lindell    | -                        |
| Zeljko Santrac      | Matte            | -                        |

### Johan Falk: Kodnamn: Lisa(2013)
La película se estrenó el 15 de marzo de 2013.
Frank Wagner está durmiendo junto a su familia, cuando escuchan a alguien intentando entrar en su casa, pronto cinco hombres enmascarados entran, pero Frank reacciona rápido y él y su familia logran escapar. Poco después de lo sucedido, Frank contacta a Johan Falk, para que lo ayude a descubrir quién quiere matarlo. Sin embargo no saben si la razón por lo sucedido es porque descubrieron que Frank había estado trabajando como informante para la policía por lo que no saben en quién pueden confiar.
| Actor               | Personaje        | Ocupación                |
| ------------------- | ---------------- | ------------------------ |
| Jakob Eklund        | Johan Falk       | Oficial de la Unidad GSI |
| Jens Hultén         | Seth Rydell      | Gángster / Informante    |
| Joel Kinnaman       | Frank Wagner     | Informante / Infiltrado  |
| Meliz Karlge        | Sophie Nordh     | Oficial de la Unidad GSI |
| Mårten Svedberg     | Vidar Pettersson | Oficial de la Unidad GSI |
| Alexander Karim     | Niklas Saxlid    | Oficial de la Unidad GSI |
| Mikael Tornving     | Patrik Agrell    | Jefe de la Unidad GSI    |
| Sergej Merkusjev    | Andrei Dudajev   | Criminal                 |
| Ruth Vega Fernandez | Marie Lindell    | -                        |
| Zeljko Santrac      | Matte            | Oficial de la Unidad GSI |
| André Sjöberg       | Dick Jörgensen   | Oficial de la Unidad GSI |
| Marie Richardson    | Helén Andersson  | -                        |
| Jessica Zandén      | Eva Ståhlgren    | -                        |

### Johan Falk: Ur askan i elden(2015)
La película fue estrenada el 18 de junio de 2015.
Johan Falk está en Letonia con la esposa de un jefe de la mafia muerto para resolver un misterio que lo ha eludido durante tres años, lo que Johan encuentra en una casa de campo a las afueras de Riga deja a toda la unidad especial de la policía de Gotemburgo asombrados. Al mismo tiempo, un grupo de la mafia de Letonia comienza a robar contenedores militares olvidados llenos de armas de unos pozos cercanos y los transporta a Suecia. Mientras que la mayoría de los miembros originales de la "Rydellgang" son liberados después de cumplir sus sentencias.
| Actor             | Personaje        | Ocupación                                                       |
| ----------------- | ---------------- | --------------------------------------------------------------- |
| Jakob Eklund      | Johan Falk       | Oficial de la Unidad GSI                                        |
| Jens Hultén       | Seth Rydell      | Gángster / Informante                                           |
| Meliz Karlge      | Sophie Nordh     | Jefa y Oficial de la Unidad GSI                                 |
| Björn Bengtsson   | Jack             | Gángster / Criminal                                             |
| Mårten Svedberg   | Vidar Pettersson | Oficial de la Unidad GSI                                        |
| Mikael Tornving   | Patrik Agrell    | Oficial de la Unidad GSI                                        |
| Zeljko Santrac    | Matte            | Oficial de la Unidad GSI                                        |
| Daniel Larsson    | Crille Björkman  | Criminal / Miembro de la Banda de Jack                          |
| Juris Zagars      | Edgars           | Líder de la Organización Criminal Letona                        |
| Lauris Subatnieks | Uldis Grislis    | Criminal de la Mafia / Oficial de Homicidios de Riga (corrupto) |

### Johan Falk: Tyst diplomati(2015)
La película fue estrenada el 25 de junio de 2015.
Cuando Johan y el equipo del GSI están vigilando a Seth Rydell y a Jack, un miembro de la banda, tropiezan con un caso más grande de lo que esperaban: Seth está vendiendo armas a terroristas pero sin el conocimiento de Jack, en un coche donde aparece la antigua colega de Johan, Pernilla Vasquez. Mientras Johan investiga lo que Pernilla y "SÄPO" están haciendo, Jack comienza a sospechar que algo está pasando con Seth y que él ahora está trabajando con la policía.
| Actor              | Personaje              | Ocupación                                         |
| ------------------ | ---------------------- | ------------------------------------------------- |
| Jakob Eklund       | Johan Falk             | Oficial de la Unidad GSI                          |
| Jens Hultén        | Seth Rydell            | Gángster / Informante                             |
| Meliz Karlge       | Sophie "Hjördis" Nordh | Jefa de la Unidad GSI                             |
| Mårten Svedberg    | Vidar Pettersson       | Oficial de la Unidad GSI                          |
| Alexander Karim    | Niklas "Nicko" Saxlid  | Oficial de la Unidad GSI                          |
| Björn Bengtsson    | Jack                   | Gángster / Criminal                               |
| Mikael Tornving    | Patrik Agrell          | Oficial de la Unidad GSI                          |
| Alexandra Rapaport | Pernilla Vasquez       | Jefa de la Agencia de Seguridad "Three Crowns"    |
| Zeljko Santrac     | Matte                  | Oficial de la Unidad GSI                          |
| Zardasht Rad       | Adnan Majid            | Servicio Secreto de Inteligencia del Régimen      |
| Christian Svensson | Ramzan                 | Criminal / Luchador de MMA                        |
| Mohamed Said       | Hassan Imalayen        | Criminal Árabe                                    |
| Örjan Landström    | Ralf Höglund           | Miembro de la Agencia de Seguridad "Three Crowns" |
| Marie Richardson   | Helén Andersson-Falk   | Esposa de Johan                                   |

### Johan Falk: Blodsdiamanter(2015)
La película fue estrenada el 9 de julio de 2015.
El Grupo de Investigaciones Especiales "GSI" investiga un acuerdo de armas echo por la mafia, por lo que el equipo envía a un agente encubierto para investigar lo que la mafia está haciendo. Al mismo tiempo Johan Falk confronta a una misteriosa mujer que pone en peligro a su familia.
| Actor                  | Personaje             | Ocupación                                     |
| ---------------------- | --------------------- | --------------------------------------------- |
| Jakob Eklund           | Johan Falk            | Oficial de la Unidad GSI                      |
| Jens Hultén            | Seth Rydell           | Gángster / Informante                         |
| Meliz Karlge           | Sophie Nordh          | Jefa y Oficial de la Unidad GSI               |
| Mårten Svedberg        | Vidar Pettersson      | Oficial de la Unidad GSI                      |
| Alexander Karim        | Niklas "Nicko" Saxlid | Oficial de la Unidad GSI                      |
| Björn Bengtsson        | Jack                  | Gángster / Criminal                           |
| Mahmut Suvakci         | Ali Mahmoud Hansson   | Criminal                                      |
| Christian Svensson     | Ramzan                | Criminal Checheno / Dueño del Gimnasio de MMA |
| Mikael Tornving        | Patrik Agrell         | Oficial de la Unidad GSI                      |
| Zeljko Santrac         | Matte                 | Oficial de la Unidad GSI                      |
| Henrik Lundström       | Leffi                 | Criminal / Entrenador de MMA                  |
| Lukas Loughran         | Zacke                 | Criminal / Entrenador de MMA                  |
| Ivan Mathias Petersson | Artem                 | Criminal Checheno                             |
| Jonatan Rodriguez      | Renato                | Entrenador de MMA                             |
| Peter Franzén          | Milo Mikhailov        | Criminal                                      |
| Marie Richardson       | Helén Andersson-Falk  | Esposa de Johan                               |

### Johan Falk: Lockdown(2015)
La película fue estrenada el 23 de julio de 2015 en Suecia.
Cuando un miembro del equipo del GSI es asesinado en la estación de policía, la cual es cerrada, el equipo corre peligro mientras intentan descubrir al responsable del asesinato. Por otro lado Seth, se ve comprometido cuando su principal enemigo puede salir de prisión. Estos sucesos ocasionarán una serie de eventos drásticos e inesperados.
| Actor            | Personaje            | Ocupación                          |
| ---------------- | -------------------- | ---------------------------------- |
| Jakob Eklund     | Johan Falk           | Oficial de la Unidad GSI           |
| Jens Hultén      | Seth Rydell          | Gángster / Informante              |
| Meliz Karlge     | Sophie Nordh         | Oficial de la Unidad GSI           |
| Henrik Norlén    | Lasse Karlsson       | Oficial de Narcóticos (corrupto)   |
| Mårten Svedberg  | Vidar Pettersson     | Oficial de la Unidad GSI           |
| Alexander Karim  | Niklas Saxlid        | Oficial de la Unidad GSI           |
| Mikael Tornving  | Patrik Agrell        | Oficial de la Unidad GSI           |
| Zeljko Santrac   | Matte                | Oficial de la Unidad GSI           |
| André Sjöberg    | Dick Jörgensen       | Oficial de Delitos Graves          |
| Fredrik Dolk     | Peter Kroon          | Detective Inspector                |
| Maria Hörnelius  | Franzén              | Jefa de Funciones de la Unidad GSI |
| Magnus Mark      | Jann Ossian          | Jefe de Investigaciones Internas   |
| Marie Richardson | Helén Andersson-Falk | Esposa de Johan                    |
| Johan Hedenberg  | Örjan Bohlin         | Empresario                         |

### Johan Falk: Slutet(2015)
La última película de la serie de "Johan Falk", fue estrenada el 6 de agosto de 2015.
Johan Falk trata de resolver un problema con la mafia de Europa del Este, quienes están amenazando a su familia. Mientras tanto sus compañeros del equipo encuentran unos papeles que son críticos en la persecución y aprensión de una gran red criminal multinacional.
| Actor            | Personaje            | Ocupación                          |
| ---------------- | -------------------- | ---------------------------------- |
| Jakob Eklund     | Johan Falk           | Oficial de la Unidad GSI           |
| Jens Hultén      | Seth Rydell          | Gángster / Informante              |
| Meliz Karlge     | Sophie Nordh         | Líder y Oficial de la Unidad GSI   |
| Mårten Svedberg  | Vidar Pettersson     | Oficial de la Unidad GSI           |
| Peter Franzén    | Milo Mikhailov       | Criminal                           |
| Alexander Karim  | Niklas Saxlid        | Oficial de la Unidad GSI           |
| Fredrik Dolk     | Peter Kroon          | Detective Inspector                |
| Mikael Tornving  | Patrik Agrell        | Oficial de la Unidad GSI           |
| Zeljko Santrac   | Matte                | Oficial de la Unidad GSI           |
| André Sjöberg    | Dick Jörgensen       | Oficial de la Unidad GSI           |
| Ivars Auzins     | Valdo                | Criminal                           |
| Marie Richardson | Helén Andersson-Falk | Esposa de Johan                    |
| Maria Hörnelius  | Franzén              | Jefa de Funciones de la Unidad GSI |

## Premios y nominaciones
| Año  | Categoría                   | Premio                                 | Nominado (os)                    | Resultado |
| ---- | --------------------------- | -------------------------------------- | -------------------------------- | --------- |
| 2005 | Special Prize of the Police | Cognac Festival du Film Policier Award | Anders Nilsson                   | Ganó      |
| 2000 | Best Actor                  | Guldbagge Award                        | Jakob Eklund                     | Nominado  |
| 2000 | Best Supporting Actor       | Guldbagge Award                        | Peter Andersson                  | Nominado  |
| 2000 | Best Direction              | Guldbagge Award                        | Anders Nilsson                   | Nominado  |
| 2000 | Best Cinematography         | Guldbagge Award                        | Jacob Jørgensen                  | Nominado  |
| 2000 | Best Film                   | Guldbagge Award                        | Joakim Hansson y Björn Carlström | Nominados |

## Producción
La cuarta película estrenada el 26 de junio del 2009 en Suecia fue dirigida por Anders Nilsson, además de contar con Nilsson en el guión la película también contó con Joakim Hansson. La película fue producida por Joakim Hansson, junto con los productores ejecutivos Klaus Bassiner, Tomas Eskilsson, Lone Korslund, Claudia Schröder, Åsa Sjöberg y Henrik Stenlund. La música estuvo a cargo de Bengt Nilsson, mientras que la cinematografía en manos de Per-Arne Svensson.
La quinta película estrenada el 23 de septiembre del 2009 en Suecia fue dirigida por Nilsson y del escritor Fredrik T. Olsson. En la producción contó con Jansson y los ejecutivos Bassiner, Eskilsson, Korslund, Schröder, Sjöberg, Stenlund, Berit Teschner de (ZDF) y Niva Westlin Dahl de (TV4). La música y la cinematografía estuvieron a cargo nuevamente de Bengt Nilsson y Per-Arne Svensson.
La última entrega de la franquicia fue dirigida por Richard Holm, escrita por Viking Johansson, con el apoyo de Anders Nilsson y Joakim Hansson en la historia, argumento, concepto y personajes. Producida por Joakim Hansson, con la participación del productor creativo Anders Nilsson y contó con el apoyo de las compañías productoras "Strix Drama", "TV4 Sweden" (coproducción), "Zweites Deutsches Fernsehen (ZDF)" (coproducción) y "Aspekt Telefilm-Produktion GmbH" (coproducción). La película fue distribuida por "Nordisk Film" en 2015 (Suecia).